# François Grabié
François Grabié, pseudonyme de Gabriel François Eyboulet, né à Ussel (Corrèze) le 20 mars 1834 et mort dans la même ville le 25 août 1902, est un poète et chansonnier de langue occitane (dialecte limousin).

## Biographie
Gabriel François Eyboulet est le fils d'un cultivateur d'Ussel. Dès l'âge de quinze ans, il s'exile à Paris, où il exerce comme tailleur au magasin À la Belle Jardinière, puis progresse dans sa carrière.
Vers 1885, il rentre à Ussel et ouvre un café qui sera le rendez-vous des républicains les plus engagés à gauche.
Il s'investit dans la défense et la diffusion du parler occitan local et fonde à cet effet une école, l'école des Ussels, dont le nom rend hommage aux quatre troubadours ussellois, Gui d'Ussel, ses frères Ebles et Pèire et leur cousin Elias. Il a été mainteneur du Félibrige.
À partir de la cinquantaine, il a publié dans les journaux des poésies et chansons. Le premier poème, « Neptune et les pêcheurs d'Ussel », partie en français, partie en patois, est paru le 4 février 1882 dans Le Facteur,.
Beaucoup de ses chansons sont très engagées.
La graphie qu'il utilise reste très patoisante, loin des préconisations de son contemporain l'abbé Joseph Roux dans sa Grammaire limousine.
Il est inhumé au cimetière d'Ussel.

## Publications
- Recueil de poésies patoises, Ussel, impr. J. Eyboulet, 1900. Ce recueil, non exhaustif, a été réédité en 1984 par les soins de François Delooz avec une traduction en français due à André Lanty[4].
- Ma bruno aus èlhs blues, poème réimprimé dans Bulletin de la Société des lettres sciences et arts de la Corrèze, 59, 1-2, janvier-juin 1955, p. 62.

## Hommages
Une rue d'Ussel porte aujourd'hui son nom ; elle part du boulevard Clemenceau, qui fait partie des boulevards qui ceinturent le cœur de ville, et aboutit, vers l'ouest, au quartier du pré d'Aubiat.